# Bella Dayne

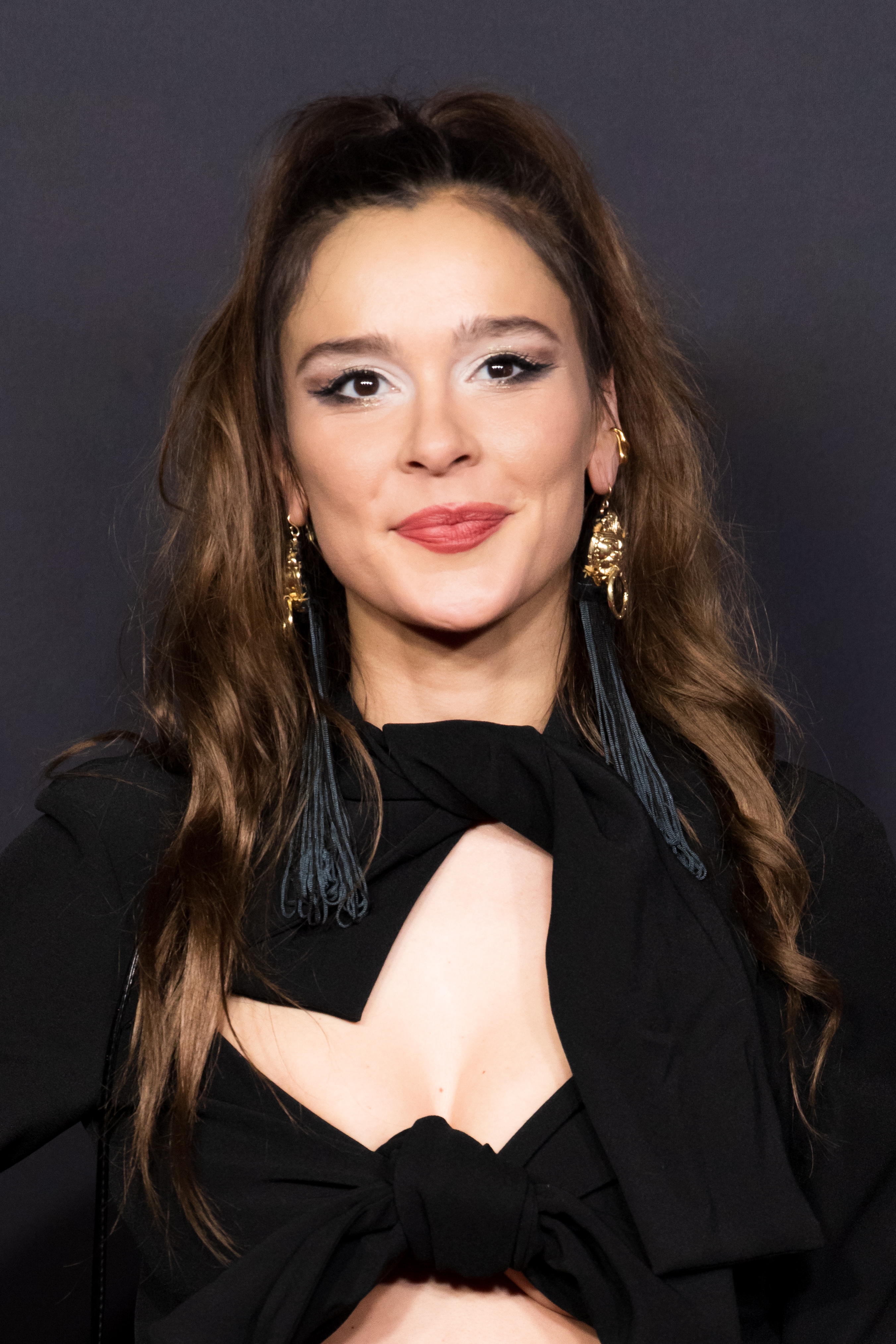
Bella Dayne (2024)

Bella Dayne (bürgerlich: Isabelle Knispel; * 8. Januar 1988 in Berlin) ist eine deutsche Schauspielerin.

## Leben
Im Alter von 16 Jahren nahm Bella Dayne an der Wahl zur Miss Ostdeutschland 2004 teil. Dort unterlag sie als Zweitplatzierte der später als Erotikmodel bekannt gewordenen Micaela Schäfer.
Am 4. Februar 2006 wurde die Pankower Schülerin in Rust (bei Freiburg) zur Miss Germany gekrönt. Sie hatte sich für den Wettbewerb als Miss Berlin qualifiziert und mit ihren Hobbys Salsa, Tennis, Jazz- und Streetdance gepunktet. An der Wahl zur Miss World Ende September des gleichen Jahres nahm sie nicht teil. Hier wurde sie durch die Viertplatzierte Edita Orascanin (Miss Nordrhein-Westfalen) vertreten.
Nach ihrer Zeit als Schönheitskönigin absolvierte sie von 2008 bis 2011 eine Schauspielausbildung am Stella Adler Studio Of Acting in New York. 2009 begann sie unter ihrem Künstlernamen eine Karriere als Schauspielerin. Seitdem wirkte sie in mehr als 30 internationalen TV- und Filmproduktionen mit. Sie spielte die Hauptrolle in der Netflix-Serie Troja – Untergang einer Stadt sowie zahlreiche Gast- und Nebenrollen in amerikanischen und britischen TV-Produktionen (u. a. Trust, American Horror Story, The Man in the High Castle, Person of Interest, The Goldbergs, Plebs oder Humans).
Im Jahr 2019 spielte sie im Podcast Fake Heiress der BBC die Rolle der Anna Delvey.
Im Dezember 2021 beendete sie die Dreharbeiten für Tatort: Das Mädchen, das allein nach Haus’ geht, in dem sie ihre erste Rolle in einer deutschsprachigen Produktion übernahm. Die Ausstrahlung in der ARD erfolgte am 22. Mai 2022.
Unter der Regie von Simon Verhoeven spielte Dayne im 2023 erschienenen Film Girl You Know It’s True, der Verfilmung des Aufstiegs des Discopopduos Milli Vanilli in den späten 1980er-Jahren, die Rolle der Ingrid „Milli“ Segieth.

## Filmografie (Auswahl)

### Kinofilme
- 2016: Don’t Hang Up
- 2017: Sex Guaranteed
- 2023: Girl You Know It’s True
- 2024: Bad Director

### Fernsehen
- 2012: American Horror Story (Serie, 1 Folge)
- 2012: Die Goldbergs (The Goldbergs, Serie, 1 Folge)
- 2015: Person of Interest (Serie, 1 Folge)
- 2015: Plebs (Serie, 8 Folgen)
- 2016: The Man in the High Castle (Serie, 1 Folge)
- 2016: Humans (Serie, 10 Folgen)
- 2017: Guerrilla (Serie, 2 Folgen)
- 2018: Troja – Untergang einer Stadt (Troy: Fall of a City, Serie, 8 Folgen)
- 2018: Trust (Serie, 2 Folgen)
- 2020: Cursed (Serie, 3 Folgen)
- 2022: Tatort: Das Mädchen, das allein nach Haus’ geht (Fernsehreihe)
- 2024: Viktor bringt’s (Serie, 1 Folge)
- 2024: Märchenperlen: Dornröschen und der Fluch der siebten Fee (Fernsehreihe)

### Synchronsprecherin
- 2017: Call of Duty: WWII (Call of Duty: WWII, Videospiel)